# Bradford City Association Football Club 2012-2013

## Rosa
Rosa e numerazione, tratte dal sito ufficiale del Bradford City Association Football Club.
| N. |                        | Ruolo | Calciatore      |
| -- | ---------------------- | ----- | --------------- |
| 1  | Scozia (bandiera)      | P     | Jon McLaughlin  |
| 2  | Inghilterra (bandiera) | D     | Stephen Darby   |
| 3  | Australia (bandiera)   | D     | James Meredith  |
| 4  | Inghilterra (bandiera) | C     | Ricky Ravenhill |
| 5  | Inghilterra (bandiera) | D     | Andrew Davies   |
| 6  | Inghilterra (bandiera) | D     | Luke Oliver     |
| 7  | Inghilterra (bandiera) | C     | Kyel Reid       |
| 8  | Inghilterra (bandiera) | C     | Ritchie Jones   |
| 9  | Inghilterra (bandiera) | A     | James Hanson    |
| 10 | Scozia (bandiera)      | A     | Andy Gray       |
| 11 | Inghilterra (bandiera) | C     | Garry Thompson  |
| 12 | Inghilterra (bandiera) | P     | Matt Duke       |
| 14 | Inghilterra (bandiera) | C     | Will Atkinson   |
| 15 | Inghilterra (bandiera) | D     | Ryan Dickson    |
| 16 | Irlanda (bandiera)     | D     | Carl McHugh     |
| 17 | Inghilterra (bandiera) | A     | Alan Connell    |
| 18 | Inghilterra (bandiera) | C     | Gary Jones      |

| N. |                             | Ruolo | Calciatore     |
| -- | --------------------------- | ----- | -------------- |
| 19 | Inghilterra (bandiera)      | A     | Adam Baker     |
| 20 | Inghilterra (bandiera)      | A     | Zavon Hines    |
| 21 | Bermuda (bandiera)          | A     | Nahki Wells    |
| 22 | Inghilterra (bandiera)      | D     | Michael Nelson |
| 23 | Irlanda del Nord (bandiera) | D     | Rory McArdle   |
| 24 | Inghilterra (bandiera)      | C     | Nathan Doyle   |
| 25 | Inghilterra (bandiera)      | D     | Tom Naylor     |
| 26 | Inghilterra (bandiera)      | C     | Blair Turgott  |
| 27 | Australia (bandiera)        | D     | Curtis Good    |
| 30 | Scozia (bandiera)           | C     | Scott Brown    |
| 31 | Inghilterra (bandiera)      | D     | Forrayah Bass  |
| 32 | Inghilterra (bandiera)      | C     | Connor Erangey |
| 33 | Inghilterra (bandiera)      | A     | Louie Swain    |
| 34 | Inghilterra (bandiera)      | A     | Nathan Curtis  |
| 35 | Inghilterra (bandiera)      | C     | Calum Hepworth |
| —  | Inghilterra (bandiera)      | D     | Dean Overson   |
| —  | Inghilterra (bandiera)      | D     | Steve Williams |